# شعب الميتي
شعب الميتي أو المتيتيون (المعروف أيضًا باسم شعب مانيبوري) مجموعة عرقية موطنها الأصلي ولاية مانيبور في شمال شرق الهند. استقر الميتيون بشكل أساسي في منطقة الوادي مما يُعرف اليوم باسم مانيبور، على الرغم من أن عددًا كبيرًا منهم قد استقر في آسام وتريبورا وناغالاند وميغالايا وميزورام؛ مع تواجد ملحوظ لهم في البلدان المجاورة مثل ميانمار وبنغلاديش. تمثل مجموعة الميتي العرقية حوالي 53% من سكان مانيبور اليوم.

## تاريخه
لم تحدد أصول شعب الميتي بشكل قاطع بعد. ما هو معروف عنهم أن مستوطنتهم على سهل خصب ومناطق وادي نهر إمفال وروافد نهر مانيبور مكنت ميتي من تطوير أنظمة متطورة لزراعة الأرز، والتي دعمت كثافتهم السكانية المرتفعة وأدت إلى تطوير انظمة سياسية واجتماعية أكثر تعقيدًا مما هو عليه في مناطق التلال المجاورة.
بحسب المخطوطات الملكية، تشيثارول كومبالا، كان 9 عشائر أو قبائل مختلفة تحكم وادي مانيبوري، اندمجت هه العشائر فيما بينها لتصبح سبعة. قبل عهد الملك نونغتا لايرن باخانغبا، كانت تعيش بعض المجموعات العرقية من الناس في الوادي. كانوا  من المانغانغز والتشابكاز والخاباز والتشينغليز. في خلال الفترة بين القرنين الأول والعاشر، تقاربت القبائل  وتطورت في ظل نظام إقطاعي بمرور الوقت، وذلك بسبب البراعة العسكرية لقبيلة مانغانغ أو نينغثوجا. خلال هذه العملية، دمجت تلك المجموعات معها قبائل التل المجاورة في العشائر السبع وضمتها إليها  من خلال الهجرة، وهي عملية استمرت حتى القرن التاسع عشر.
يعتبر الميتيون من شرق آسيا، لكن لديهم أيضًا خليط من الأنسال الهندية الأوروبية. كتب السير جيمس جونستون، الذي كان الوكيل السياسي في مانيبور: «إن شعوب المانيبور أنفسهم سلالة قوية تنحدر من أصول هندو صينية، ممزوجة بالدم الآري ومصدره الموجات المتعاقبة للهجرة الآرية التي مرت عبر منطقة الوادي في أيام ما قبل التاريخ . يعتقد جالاجيت سينغ أن الهنود الآريين جاؤوا إلى مانيبور وتزوجوا من نساء محليات في خلال القرون الأولى من العصر المشترك. يدعم العلماء والكتاب أمثال هدسون إي دان وم. باتارشاريا التقليد القائل بأن الميتيون في الأصل من شرق آسيا، وهم قريبون من الشعوب القبلية التي استوطنت التلال هناك، وتزاوجوا فيما بعد مع الشعوب الهندو الأوروبية.
جاء الناس من الشرق إلى مانيبور في فترات مختلفة من التاريخ. كان  هؤلاء من الشان، بالإضافة للقليل من الصينيين والبورميين. كان هناك بعض المهاجرين من بورما العليا في عهد نونغتا لايلن باخانغبا في القرن الأول، وناوتنغ خونغ في القرن السابع، والملك خونمومبا في القرن الثالث عشر، وأصبحوا جميعًا من الميتيين. هذا واصبح بعض المهاجرين الجدد من الميتيين في عهد نينغتو خومبا وكيامبا ومينغ يامبا، لكن بعد حكم الملك كانغمبا (1597–1652) خفت وتيرة الهجرة من الشرق.
يعود أقدم سجل مكتوب لوجوده الميتيين إلى عام 1445 ميلادي، خلال مملكة كانجليباك.
مع توسع المملكة الميتية باتجاه الشرق (ما وراء نهر تشيندوين بحلول القرن الرابع عشر) زاد تفاعلها وصراعها مع الشانيين والبورميين الناطقين باللغة التايلندية. أدى الغزو الميتي لوادي كاباو إلى تسريع إقامة العلاقات الاجتماعية والتجارية بين البورميين والميتيين، بما في ذلك تحالفات الزواج بين البيوت الملكية. لكن قبيل الميتي ظلت تمثل تهديدًا قويًا ومستمرًا للأمن، مع استمرار غاراتها والمعارك التي خاضتها بالقرب من العواصم الملكية البورمية.